# よく遊びよく学べ
「よく遊びよく学べ」（よくあそびよくまなべ）は、日本の男性アイドルグループ・NYCの2枚目のシングル。2010年10月20日にジャニーズ・エンタテイメントから発売された。

## 概要
Music Clipは、グループ名のNYCにちなんでアメリカのニューヨーク（New York City; NYC）で撮影された。

## 収録曲

### CD
※「十月の雨シズク」以降、通常盤のみ収録。
1. よく遊びよく学べ [3:49]
作詞・作曲：羽場仁志、編曲：石塚知生
2. アナザーワールド 〜未来の僕らへ〜 [3:55]
作詞：Shusui・DAICHI・miyakei、作曲：Shusui・DAICHI、編曲：youwhich
3. 十月の雨シズク [4:54]
作詞・作曲：永崎翔、編曲：坂本秀一
4. よく遊びよく学べ（オリジナル・カラオケ）
5. アナザーワールド 〜未来の僕らへ〜（オリジナル・カラオケ）
6. 十月の雨シズク（オリジナル・カラオケ）

### DVD
※初回限定盤のみ
1. 「よく遊びよく学べ」Music Clip&ジャケット撮影風景（約13分）